# الانهيارات الأرضية في واياناد 2024

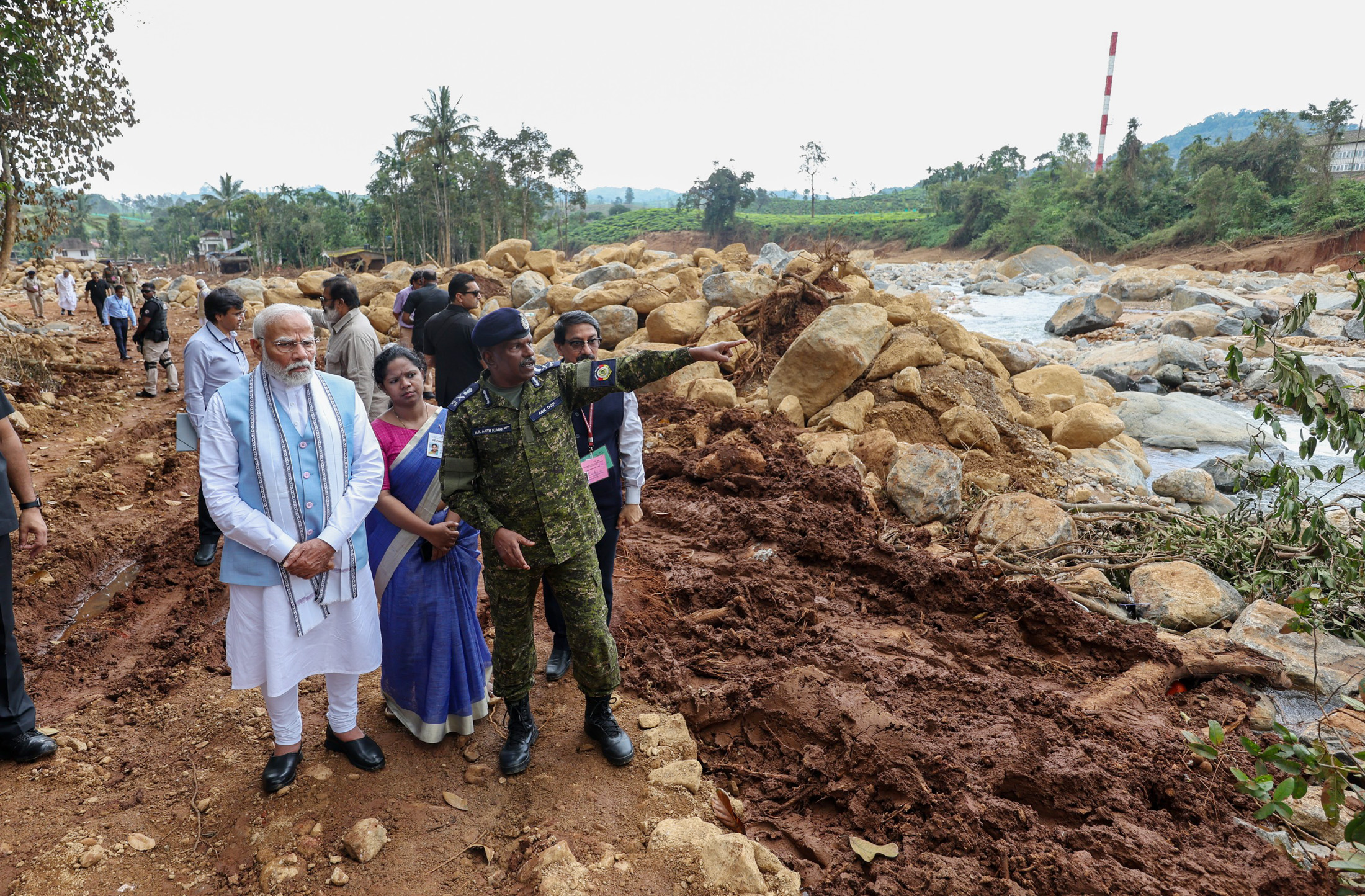
Narendra Modi visiting Wayanad August
2024 after the landslides.jpg

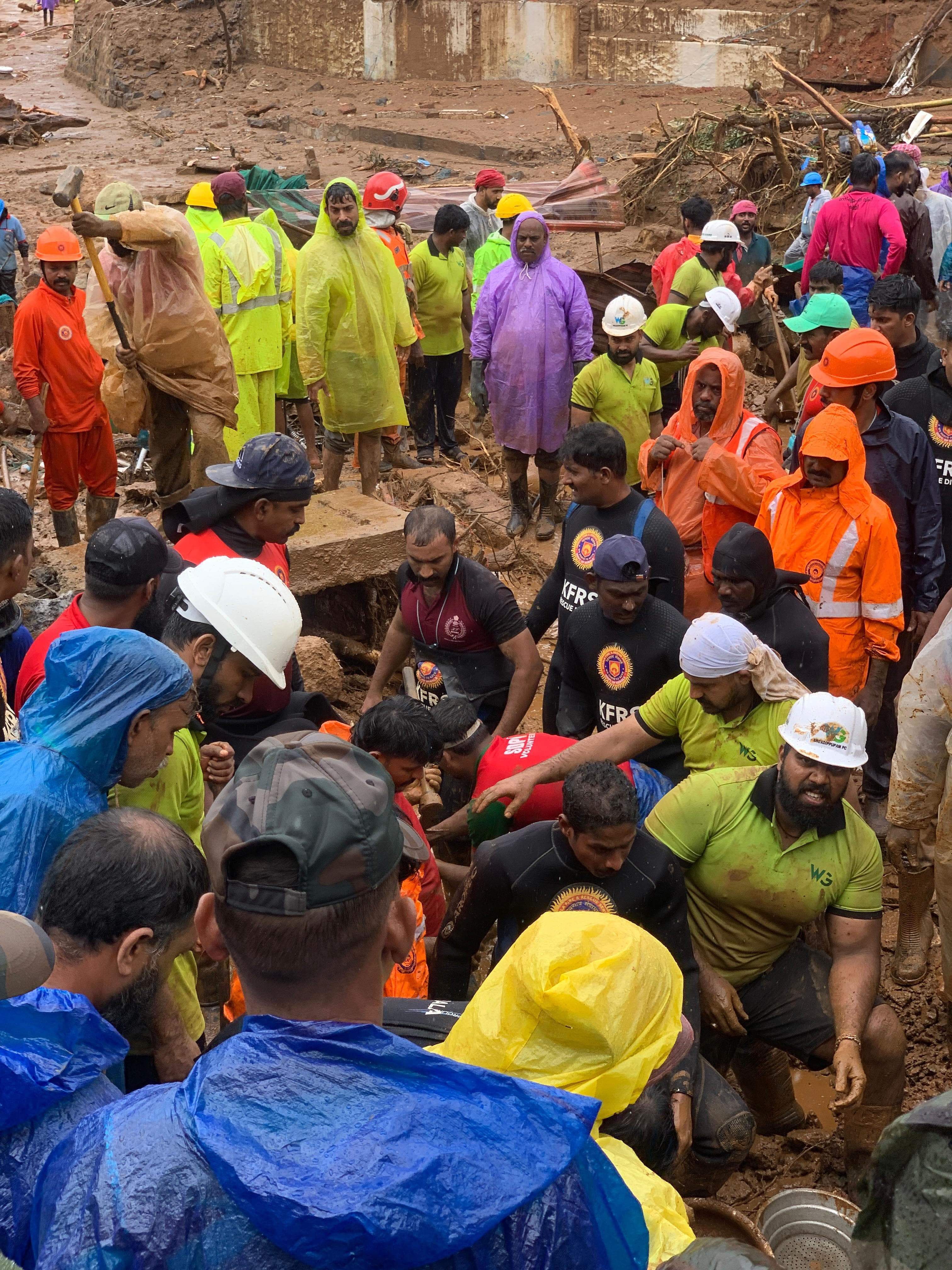

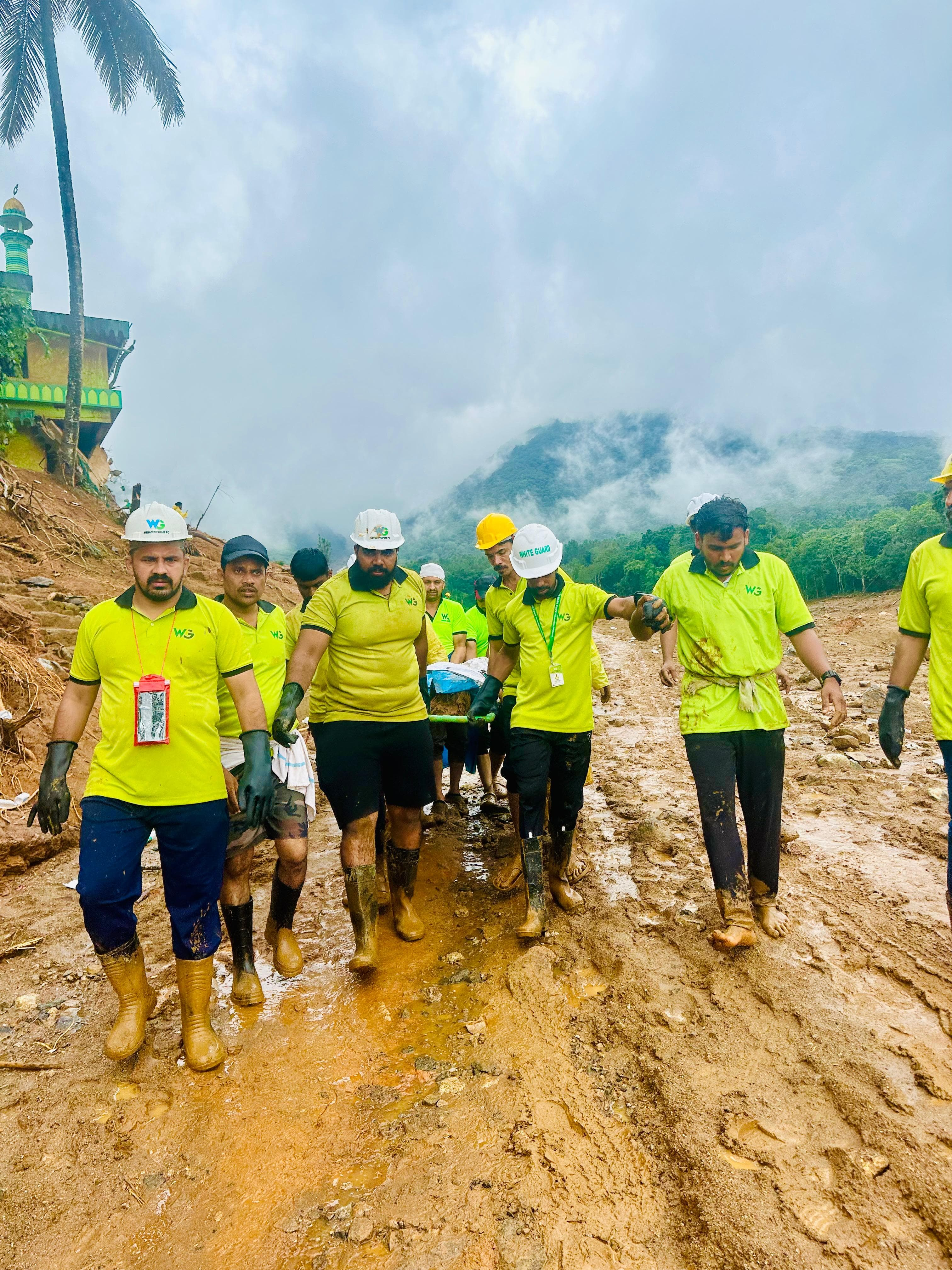

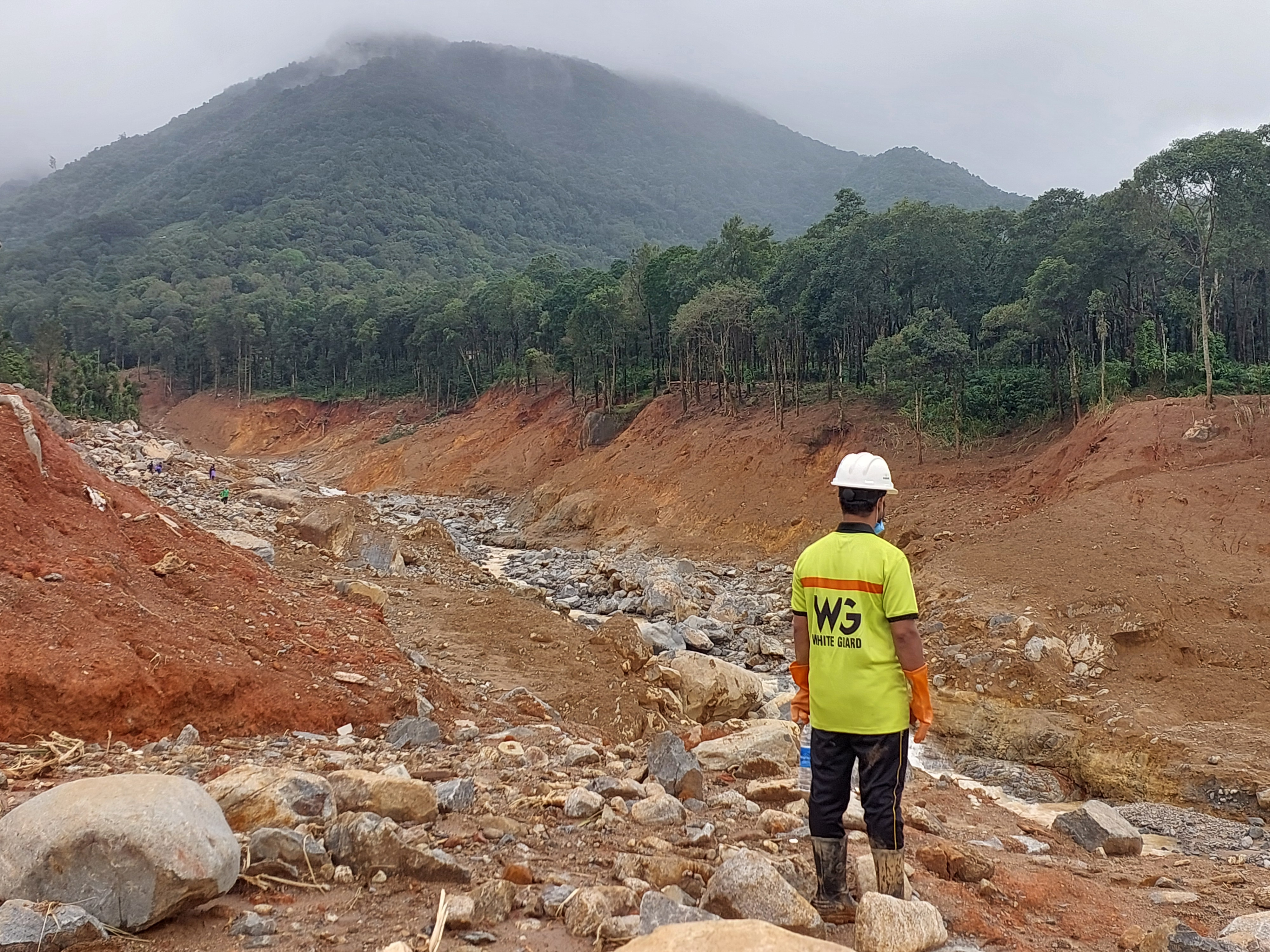

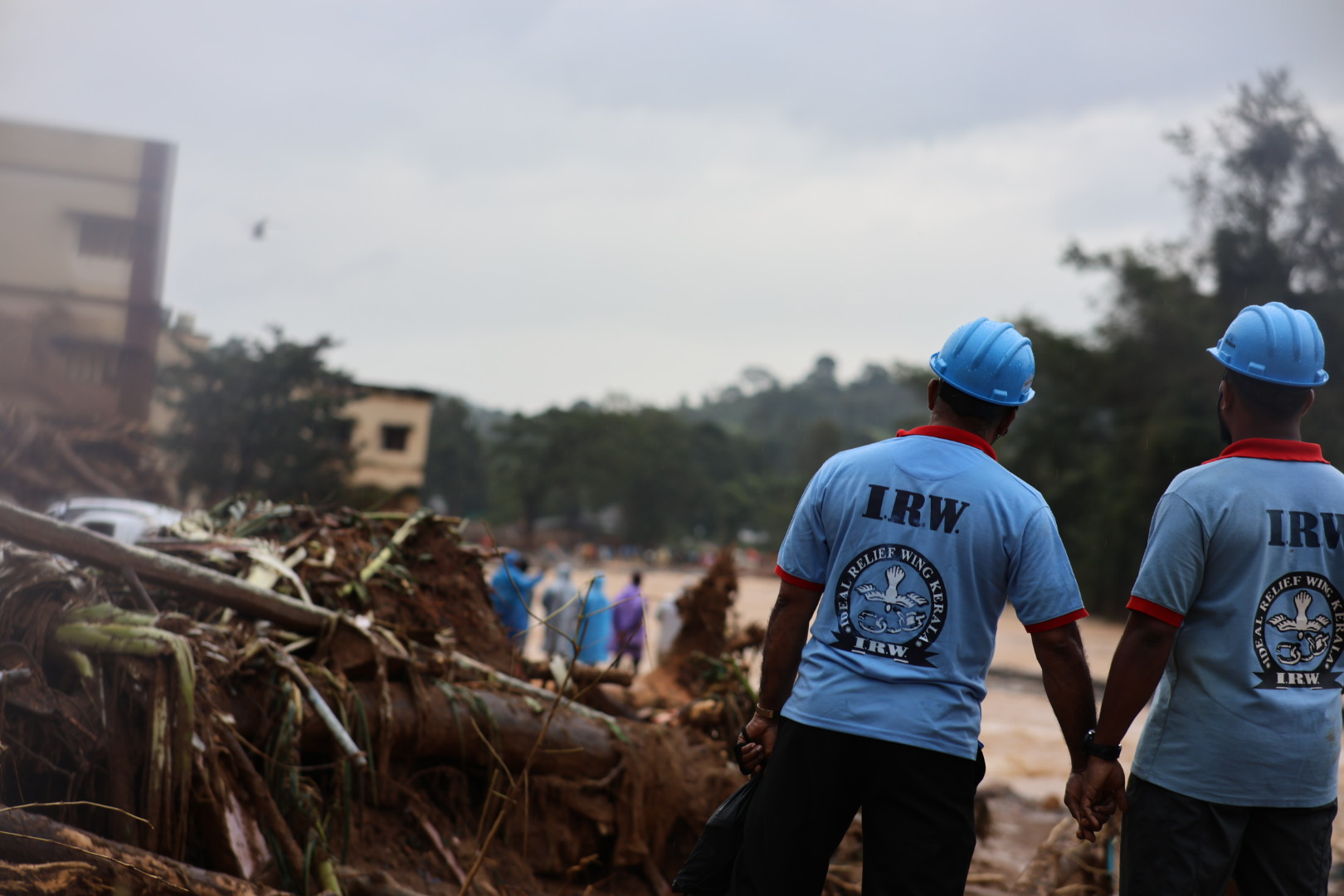

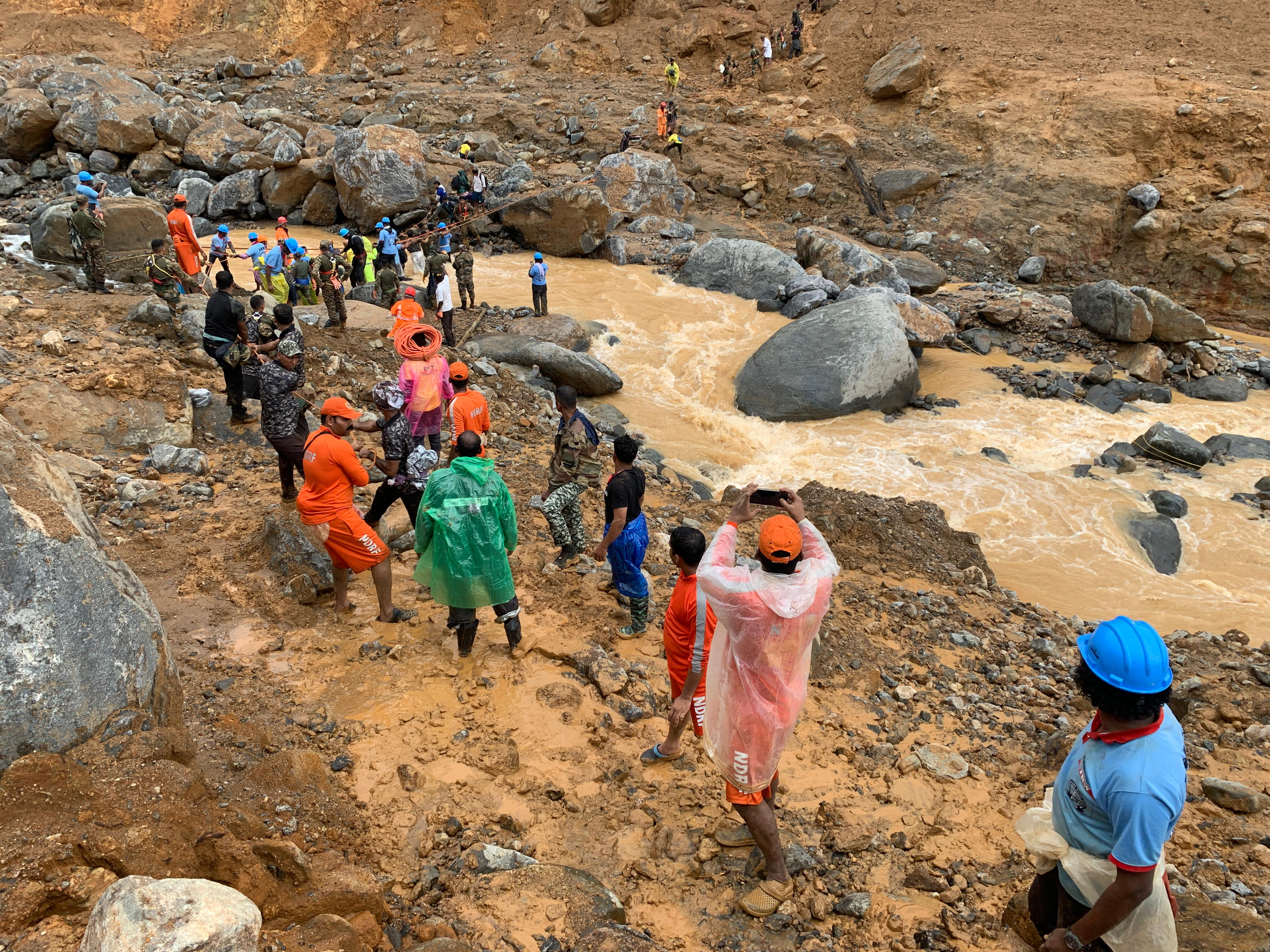

في الساعات الأولى من يوم 30 يوليو 2024، حدثت انهيارات أرضية متعددة في قرى بونجري ماتوم ومونداكاي
وتشورالمالا وأتامالا وميبادي وكونهوم في منطقة واياناد، كيرالا، الهند. وأدت الأمطار الغزيرة إلى انهيار سفوح التلال، مما أدى إلى تساقط سيول من الطين والمياه والصخور على المنطقة. كما أُبلغ عن وفاة ما لا يقل عن 361 شخصاً، وأكثر من 273 إصابة، و206 مفقودين، كانت الانهيارات الأرضية إحدى أكثر الكوارث الطبيعية دموية في تاريخ ولاية كيرالا. وتعد الانهيارات الأرضية من بين العديد من الظواهر الجوية القاسية التي حدثت في الهند في السنوات الأخيرة.

## خلفية الأحداث
واياناد، هي منطقة جبلية في سلسلة جبال غاتس الغربية، معرضة للانهيارات الأرضية خلال موسم الرياح الموسمية. بسبب هطول الأمطار الغزيرة في المنطقة، نقلت السلطات المحلية السكان في مناطق بونجري ماتوم وأتامالا ومونداكاي إلى مخيمات الإغاثة في 29 يونيو. وعلى الرغم من التحذير الذي أصدرته إدارة المنطقة، بقي العديد من سكان منطقة تشورامالا في منازلهم في المنطقة التي تُحددها كمنطقة معرضة للانهيارات الأرضية. قدّر الهطل المطري في اليومين السابقين للكارثة بـ 570 مـم (22.5 بوصة).
وأظهرت دراسة نشرت عام 2022 في المجلة الدولية للبحوث البيئية والصحة العامة حول إزالة الغابات في منطقة واياناد، أن 62% من الغطاء الأخضر في المنطقة اختفى بين عامي 1950 و2018، بينما زادت مساحة أراضي شاي عربي بنحو 1800%، فقلّت نسبة الغابات التي تحافظ على استقرار التلال الموحلة. بالإضافة إلى ذلك، فإن المناطق الجبلية في ولاية كيرالا فيها منحدرات يزيد انحدارها عن 20 درجة؛ وقد يساهم هذان العاملان في زيادة خطر حدوث فيضانات مفاجئة أثناء هطول الأمطار الغزيرة. وفقاً لهيئة المسح الجيولوجي الهندية، يقع حوالي 19,301 كـم2 (7,452 ميل2) أو 49.7٪ من إجمالي مساحة ولاية كيرالا ضمن المناطق المعرضة للانهيارات الأرضية.

## الحادثة
يعتقد أن الانهيار الأرضي نشأ في قرية بونجري ماتوم في واياناد. ضرب الانهيار الأرضي الأول قرية مونداكاي في ميبادي جراما بانشايات قرابة الساعة 01:00 بتوقيت الهند، ما أدّى إلى اجتياح القرية بأكملها، تلاه انهيار أرضي ثانٍ في الشمال في منطقة تشورالمالا القريبة قرابة الساعة 04:10. أدى الانهيار الأرضي الثاني إلى تحويل مسار نهر إيروفازينجي، ما تسبّب بحدوث فيضانات مفاجئة وجرف قرية تشورالمالا. وقد تقطعت السبل بحوالي 400 أسرة في مونداكاي وأتامالا بعد انهيار الجسر الوحيد الذي يربط بين المستوطنات وتشورامالا. بشكل عام، تأثرت ست قرى، وهي بونجري ماتوم، وميبادي، ومونداكاي، وأتامالا، وتشورالمالا، وكونهوم، بالانهيارات الأرضية.
تسببت الانهيارات الأرضية بمقتل 361 شخصًا وإصابة أكثر من 273، ما يجعلها الانهيارات الأرضية الأكثر فتكاً في تاريخ ولاية كيرالا. كان معظم الضحايا من العمال في مزارع الشاي والهيل الواقعة في المنطقة، ومن المحتمل أنهم كانوا نائمين في خيامهم المؤقتة عندما وقعت الانهيارات الأرضية. ولا يزال 206 أشخاص آخرين في عداد المفقودين. في تشوورمالالا، ذكر أحد القرويين أن ما يصل إلى 90٪ من الأشخاص الذين يعرفهم في القرية قد لقوا حتفهم. تدفقت المياه الموحلة والحطام واندمجت مع نهر تشليار، حيث عُثر على ما لا يقل عن 200 جثة.

## عمليات الإنقاذ
أرسلت فرق الإغاثة الحكومية والوطنية على الفور لإجراء عمليات الإنقاذ، لكن التيارات النهرية القوية والأمطار الغزيرة أعاقتها. وأرسل الجيش الهندي أكثر من 200 شخص إلى المنطقة للمساعدة في عمليات البحث والإنقاذ. عالجت المستشفيات المحلية أكثر من 518 شخصًا، من بينهم أكثر من 273 جريحًا؛ أُنقذ أكثر من 4000 شخص وأرسل أكثر من 10000 شخص إلى 93 مخيمًا للإغاثة من الكوارث في واياناد. وأغلقت المدارس والكليات في 10 من 14 منطقة. شارك في عمليات الإنقاذ هيئة إدارة الكوارث بولاية كيرالا، خدمات الإطفاء والإنقاذ في كيرالا، وشرطة كيرالا، جنبًا إلى جنب مع القوات الجوية الهندية، البحرية الهندية، فيلق الأمن الدفاعي (DSC)، القوة الوطنية للاستجابة للكوارث (NDRF)، والمتطوعين.
في 30 يوليو، أعاق الطقس العاصف والأمطار الغزيرة والانهيارات الأرضية جهود الإنقاذ. وفقًا لقائد الجبهة الوطنية للاستجابة لحالات الطوارئ أخيليش كومار، توقفت عمليات الإنقاذ مؤقتًا أثناء الليل بسبب الأمطار الغزيرة والتهديد بحدوث المزيد من الانهيارات الأرضية في المنطقة. نُشر نحو ستمائة فريق من فرق القوة الوطنية للاستجابة للكوارثبالإضافة إلى أكثر من خمسين فريقًا من الجيش والبحرية والقوات الجوية وخفر السواحل للمشاركة في عمليات الإغاثة.
في 31 يوليو، نُشر نحو 1500 فرد من القوات المسلحة في المنطقة. أنشأ الجيش مركزًا للقيادة والسيطرة في كوزيكود لتنسيق المساعدة الإنسانية وجهود الإغاثة في حالات الكوارث. كما أُرسلت فرق عبور النهر التابعة للبحرية.
في 1 أغسطس، أنشيء جسر نوع بيلي مؤقت بطول 190 قدماً (58 متراً) بناه 144 رجلاً من فرقة العمل الهندسية التابعة للجيش التابعة لمجموعة مهندسي مدراس لربط قرية تشورالمالا مع مونداكاي عبر نهر إيروفانيبزا خلال 31 ساعة. أنشأت حكومة ولاية كيرالا 45 مخيم إغاثة في منطقة واياناد، تستوعب أكثر من 4000 شخص. كما أنشأت وزارة الصحة بالولاية غرفة تحكم للمساعدة في حالة الطوارئ. وصرّحت وزيرة الصحة في ولاية كيرالا، فينا جورج، عن نشر ما لا يقل عن 1500 من أفراد الإنقاذ، بما في ذلك جراحو الطب الشرعي.
في 2 أغسطس، نشرت القوات الجوية الهندية طائرات من طراز C-130 وطائرات بدون طيار من قاعدة هندون الجوية في غازي آباد، بالإضافة إلى فريق متخصص من الخبراء لمراقبة عمليات الإخلاء والإنقاذ تحت الأرض. قُسّم أربعين فريقًا من أفراد الإنقاذ على ست مناطق تتكون من أتامالا، وآرانمالا، ومونداكاي، بونجيريماتا، طريق قرية فيلارمالا، جي في إتش إس إس فيلارمالا، ومصب نهر تشاليار. كما شاركت ثمانية مراكز شرطة على طول نهر شاليار في جهود الإنقاذ بمشاركة سباحين خبراء إقليميين. أثناء عملية الإنقاذ في قرية مونداكاي، اكتشفت الرادارات المتقدمة علامات تنفس تحت التربة، ولكن في المساء تم تحديد أنه من المرجح أن يكون ذلك لحيوانات وليس لبشر محاصرين.
في 3 أغسطس، استؤنفت عمليات الإنقاذ باستخدام معدات رادارية متقدمة وفرق كلاب للكشف عن الضحايا المدفونين. وأعلنت السلطات في وقت لاحق الانتهاء من تشريح 341 جثة، والتعرف على 148 جثة منها. سهّل الجيش الهندي حركة الآليات الثقيلة وسيارات الإسعاف من خلال بناء جسر بيلي الذي يبلغ طوله 190 قدمًا. أجرى المارشال الجوي بي مانيكانتان وقائد محطة الجيش مسحًا جويًا للمناطق المتضررة لتقييم الأضرار وتنفيذ عمليات الإنقاذ بشكل فعال.
في 4 أغسطس، بدأ أكثر من 1300 من رجال الإنقاذ عمليات الإنقاذ استخدام الآلات الثقيلة والمعدات المتقدمة للعثور على الناجين أو رفات المتوفين.

## أنظر أيضاً
- قائمة الانهيارات الأرضية
- الانهيار الأرضي في أنكولا (كارناتاكا) 2024.
- الانهيار الأرضي في بيتيمودي 2020